# Патрикеев, Михаил Иванович Колышка
Князь Михаил Иванович Патрикеев по прозванию Колышка (ум. 12 июня 1495) — сын боярский и воевода во времена правления Ивана III Васильевича.

## Биография
Из княжеского рода Патрикеевых. Старший сын видного московского наместника и боярина Ивана Юрьевича Гвоздя Патрикеева.
Имел братьев, воевод, Василия Косого и Ивана Мунынду.
В 1476 году, в чине сына боярского, участвовал в царском походе в Новгород. В 1492 году годовал первым воеводою в Полоцке. В 1493 году послан первым воеводою Большого полка в Литву, где взял города Мезецк, Серпейск, а Опаков полностью выжег. В 1494 году первый воевода Большого полка в бою под Оршею. В 1495 году, был с государем в Новгородском походе.
Умер 12 июня 1495 года в Коломне.